# Eric Eustace Williams
Eric Eustace Williams TC CH (25. rujna 1911. – 29. ožujka 1981.) bio je političar iz Trinidada i Tobaga kojeg neki smatraju " ocem nacije ",      nakon što je vodio tadašnja britanska kolonija Trinidad i Tobago do većinske vladavine 28. listopada 1956., do neovisnosti 31. kolovoza 1962. i statusa republike 1. kolovoza 1976., vodeći neprekinuti niz pobjeda na općim izborima sa svojom političkom strankom, Narodnim nacionalnim pokretom, sve do njegova smrt 1981. Bio je prvi premijer Trinidada i Tobaga i također poznati karipski povjesničar, posebno zbog svoje knjige pod naslovom Kapitalizam i ropstvo.

## Rani život
Williams je rođen 25. rujna 1911. godine. Njegov otac Thomas Henry Williams bio je niži državni službenik i pobožni rimokatolik, a njegova majka Eliza Frances Boissiere (13. travnja 1888. – 1969.) bila je potomak mješovite francuske kreolske elite i imala je afričko i francusko podrijetlo. Svoje prve školske godine proveo je u Tranquility Boys' Intermediate Government School, a kasnije se školovao na Queen's Royal Collegeu u Port of Spain. Nogometna ozljeda u QRC-u dovela je do problema sa sluhom za koji je nosio slušni aparat kako bi ga ispravio.
Dobio je otočku stipendiju 1932., što mu je omogućilo da pohađa St. Catherine's Society, Oxford (kasnije preimenovano u St. Catherine's College). Godine 1935. dobio je diplomu prve klase s pohvalom i te godine bio prvi među diplomantima povijesti. Također je predstavljao sveučilište u nogometu. Godine 1938. stekao je doktorat (vidi sljedeći odjeljak). U Inward Hunger, svojoj autobiografiji, opisao je svoje iskustvo studiranja na Oxfordu, uključujući svoje frustracije zbog velike rasne diskriminacije na instituciji, i svoja putovanja u Njemačku nakon što su nacisti preuzeli vlast.

## Znanstvena karijera
U Inward Hunger Williams pripovijeda da mu je u razdoblju nakon njegove diplome  "nedostataknivca stvarao ozbiljan hendikep u istraživanju  ... Odbili su me gdje god sam pokušao ... i nije mogao zanemariti uključeni rasni faktor". Međutim, 1936. godine, zahvaljujući preporuci Sir Alfreda Clauda Hollisa (guvernera Trinidada i Tobaga, 1930. – 36.), Leathersellers' Company dodijelila mu je potporu od £50 da nastavi svoje napredno istraživanje povijesti na Oxfordu.
Diplomirao je 1938. pod mentorstvom Vincenta Harlowa. Njegova doktorska teza bila je pod naslovom Ekonomski aspekti ukidanja trgovine robljem i zapadnoindijskog ropstva, a objavljena je kao Kapitalizam i ropstvo 1944., iako su izvatci njegove teze objavljeni 1939. u The Keys, časopisu Liga obojenih naroda. Prema Williamsu, Fredric Warburg – izdavač marksističke literature, kojeg je Williams zamolio da objavi njegovu tezu – odbio je objaviti, rekavši da bi "takva knjiga... bila u suprotnosti s britanskom tradicijom". Njegova je teza bila i izravan napad na ideju da su moralni i humanitarni motivi ključne činjenice za uspjeh britanskog abolicionističkog pokreta, i prikrivena kritika etablirane britanske historiografije o Zapadnoj Indiji (kao što je prikazano, prema Williamsovom mišljenju, radovi profesora s Oxforda Reginalda Coulanda) kao potpora nastavku britanske kolonijalne vladavine. Williamsov argument uvelike duguje utjecaju CLR Jamesa, čiji su Crni Jakobinci, također dovršeni 1938., također ponudili ekonomsko i geostrateško objašnjenje za porast abolicionizma u zapadnom svijetu.
Gad Heuman navodi:
U Kapitalizmu i ropstvu, Eric Williams je tvrdio da je opadanje gospodarstva Britanske Zapadne Indije dovelo do ukidanja trgovine robljem i ropstva. Novija istraživanja odbacila su ovaj zaključak; sada je jasno da su kolonije Britanskih Kariba znatno profitirale tijekom Revolucionarnih i Napoleonovih ratova.
Međutim, Kapitalizam i ropstvo pokriva ekonomsku povijest šećera i ropstva izvan Revolucionarnih i Napoleonskih ratova i raspravlja o propadanju plantaža šećera od 1823. do oslobađanja robova 1830-ih. Također se raspravlja o tome kako je britanska vlada koristila Zakone o izjednačavanju pristojbi na šećer iz 1840-ih kako bi ukinula svoje odgovornosti za kupnju šećera iz britanskih zapadnoindijski kolonija i kupnju šećera s Kube i Brazila na otvorenom tržištu, gdje je bio jeftiniji. U prilog tezi Williamsa, David Ryden predstavio je dokaze koji pokazuju da je početkom devetnaestog stoljeća došlo do krize profitabilnosti.
Williamsov argument o abolicionizmu daleko je nadilazio ovu tezu o padu. Tvrdio je da su novi ekonomski i društveni interesi koje je u 18. stoljeću stvorila atlantska ekonomija temeljena na robovima generirali nove političke interese za slobodnu trgovinu i protiv ropstva. Oni su bili u interakciji s usponom evanđeoskog antiropstva i samooslobođenjem robovskih pobunjenika, od haićanske revolucije 1792. – 1804. do božićne pobune na Jamajci 1831., da bi doveli do kraja ropstva 1830-ih.
Godine 1939. Williams se pridružio odjelu političkih znanosti na Sveučilištu Howard. Godine 1943. Williams je organizirao konferenciju o "ekonomskoj budućnosti Kariba". Tvrdio je da bi mali otoci Zapadne Indije bili ranjivi na dominaciju bivših kolonijalnih sila u slučaju da ti otoci postanu neovisne države; Williams je zagovarao Zapadnoindijsku federaciju kao rješenje za postkolonijalnu ovisnost.

## Prijelaz u javni život
Godine 1944. Williams je imenovan članom Anglo-američke karipske komisije. Godine 1948. vratio se u Trinidad kao zamjenik predsjedavajućeg Karipskog istraživačkog vijeća. U Trinidadu je održao niz edukativnih predavanja po kojima je postao poznat. Godine 1955. nakon nesuglasica između Williamsa i Komisije, Komisija je odlučila ne obnoviti njegov ugovor. U poznatom govoru na Woodford Squareu u Port of Spainu, izjavio je da je odlučio "spustiti svoju kantu" u zemlji svog rođenja. Preimenovao je taj zatvoreni park, koji je stajao ispred trinidadskih sudova i zakonodavnih tijela, u "Sveučilište Woodford Square" i nastavio s nizom javnih predavanja o svjetskoj povijesti, grčkoj demokraciji i filozofiji, povijesti ropstva i povijesti Kariba velikoj publici iz svih društvenih klasa.

### Ulazak u nacionalističku politiku u Trinidadu i Tobagu
S te javne platforme Williams je 15. siječnja 1956. inaugurirao vlastitu političku stranku, Narodni nacionalni pokret (PNM), koja će 1962. odvesti Trinidad i Tobago u neovisnost i dominirati njegovom postkolonijalnom politikom. Do tog su vremena njegova predavanja održavana pod pokroviteljstvom Političkog pokreta, ogranka Učiteljske obrazovne i kulturne udruge, skupine koja je osnovana 1940-ih kao alternativa službenom učiteljskom sindikatu. Prvi dokument PNM-a bio je njegov ustav. Za razliku od ostalih političkih stranaka tog vremena, PNM je bio visoko organizirano, hijerarhijsko tijelo. Njezin drugi dokument bila je Narodna povelja, u kojoj se stranka nastojala odvojiti od prolaznih političkih okupljanja koja su do sada bila norma u politici Trinidada.
Na izborima održanim osam mjeseci kasnije, 24. rujna, Narodni nacionalni pokret osvojio je 13 od 24 izabrana mjesta u Zakonodavnom vijeću, porazivši 6 od 16 sadašnjih predsjednika koji su se natjecali za reizbor. Iako PNM nije osigurao većinu u Zakonodavnom vijeću od 31 člana, uspio je uvjeriti državnog tajnika za kolonije da mu dopusti da imenuje pet imenovanih članova vijeća (unatoč protivljenju guvernera, Sir Edwarda Betham Beetham). To mu je dalo jasnu većinu u Zakonodavnom vijeću. Williams je tako izabran za glavnog ministra i također je uspio izboriti svih sedam svojih ministara.

### Federacija i nezavisnost
Nakon Drugog svjetskog rata, Ured za kolonije preferirao je da britanske kolonije krenu prema političkoj neovisnosti u onom tipu federalnih sustava koji su izgleda uspjeli od kanadske konfederacije, koja je stvorila Kanadu, u 19. stoljeću. U Britanskoj Zapadnoj Indiji taj se cilj podudarao s političkim ciljevima nacionalističkih pokreta koji su se pojavili u svim kolonijama regije tijekom 1930-ih. Konferencija u Montego Bayu 1948. proglasila je zajednički cilj postizanje "statusa dominiona" Zapadne Indije (što je značilo ustavnu neovisnost od britanske vlade) kao federacije. Godine 1958., Zapadnoindijska federacija nastala je iz Britanskih Kariba, koja je s Britanskom Gvajanom (danas Gvajana ) i Britanskim Hondurasom (sada Belize ) odlučila izaći iz Federacije, ostavljajući Jamajku i Trinidad i Tobago kao dominantne igrače. Većina političkih stranaka na raznim teritorijima udružila se u jednu od dvije savezne političke stranke – Saveznu radničku stranku Zapadne Indije (koju predvode Grantley Adams s Barbadosa i Norman Manley s Jamajke) i Demokratsku radničku stranku (DLP) koju vodi Manleyev rođak, Sir Alexander Bustamante. PNM se povezao s prvim, dok se nekoliko oporbenih stranaka (Narodna demokratska stranka, Laburistička stranka Trinidada i Stranke političkog napretka) pridružilo DLP-u i ubrzo se spojilo u Demokratsku radničku stranku Trinidada i Tobaga .
Pobjeda DLP-a na saveznim izborima 1958. i kasniji loši rezultati PNM-a na izborima za županijsko vijeće 1959. pokvarili su Williamsa u Federaciji. Lord Hailes ( generalni guverner Federacije) također je odbacio dvije nominacije PNM-a za Savezni senat kako bi uravnotežio Senat kojim nerazmjerno dominira WIFLP. Kada je Bustamante povukao Jamajku iz Federacije, to je ostavilo Trinidad i Tobago u neodrživoj poziciji da mora osigurati 75% saveznog proračuna dok ima manje od polovice mjesta u saveznoj vladi. U poznatom govoru Williams je izjavio da "jedan od deset ne ostavlja ništa". Nakon usvajanja rezolucije u tom smislu od strane Glavnog vijeća PNM-a 15. siječnja 1962., Williams je povukao Trinidad i Tobago iz Zapadnoindijske federacije. Ova je akcija navela britansku vladu da raspusti Federaciju.
Godine 1961. PNM je predstavio prijedlog zakona o predstavljanju naroda. Ovaj prijedlog zakona je osmišljen kako bi se modernizirao izborni sustav uvođenjem trajne registracije birača, osobnih iskaznica, glasačkih strojeva i revidiranih izbornih granica. DLP je ove promjene vidio kao pokušaj da se zastrašivanjem liše glasanja nepismeni ruralni glasači, da se lažiraju izbori korištenjem glasačkih strojeva, da se dopusti afro-karipskim imigrantima s drugih otoka da glasaju i da se manipulira granicama kako bi se osigurala pobjeda putem PNM. Protivnici PNM-a vidjeli su "dokaz" za ove tvrdnje kada je ANR Robinson proglašen pobjednikom mjesta u Tobagu 1961. s više glasova nego što je bilo registriranih glasača, te u činjenici da je PNM uspio pobijediti na svim sljedećim izborima sve do 1980. u Tobagu. Izbori za Dom Skupštine .
Izbori 1961. dali su PNM-u 57% glasova i 20 od 30 mjesta. Ova dvotrećinska većina omogućila im je izradu nacrta Ustava neovisnosti bez doprinosa DLP-a. Iako ga je podržavao Ured za kolonije, DLP je blokirao neovisnost, sve dok Williams nije uspio sklopiti dogovor s čelnikom DLP- a Rudranathom Capildeom koji je ojačao prava manjinske stranke i proširio broj oporbenih senatora. Uz Capildeov pristanak, Trinidad i Tobago postali su neovisni 31. kolovoza 1962., 25 dana nakon Jamajke. Osim premijerske dužnosti, Williams je bio i ministar financija od 1957. do 1961. i od 1966. do 1971.

### Crna moć
Između 1968. i 1970. pokret Black Power ojačao je u Trinidadu i Tobagu. Vodstvo pokreta razvilo se unutar Ceha dodiplomskih studenata na kampusu St. Augustine Sveučilišta West Indies. Na čelu s Geddesom Grangerom, Nacionalni odbor za zajedničku akciju pridružio se sindikalistima koje su predvodili George Weekes iz Sindikata radnika naftnih polja i Basdeo Panday, tada mladi sindikalni odvjetnik i aktivist. Revolucija crne moći započela je tijekom karnevala 1970. godine. Kao odgovor na izazov, Williams je uzvratio emitiranjem pod naslovom "Ja sam za Black Power". Uveo je porez od 5% kako bi financirao smanjenje nezaposlenosti i osnovao prvu komercijalnu banku u lokalnom vlasništvu. Međutim, ova intervencija nije imala veliki utjecaj na prosvjede.
Dana 3. travnja 1970. policija je ubila prosvjednika. Nakon toga je 13. travnja uslijedila ostavka ANR Robinsona, člana parlamenta Istočnog Tobaga. Šećerani su 18. travnja stupili u štrajk, a govorilo se i o općem štrajku. Kao odgovor na to, Williams je 21. travnja proglasio izvanredno stanje i uhitio 15 vođa Black Powera. Kao odgovor na to, dio obrambenih snaga Trinidada i Tobaga, predvođen Raffiqueom Shahom i Rexom Lassalleom, pobunio se i uzeo taoce u vojarni u Teteronu. Akcijom Obalne straže Trinidada i Tobaga pobuna je obuzdana i pobunjenici su se predali 25. travnja.
Williams je održao tri dodatna govora u kojima se nastojao poistovjetiti s ciljevima pokreta Black Power. Rekonstruirao je svoj kabinet i smijenio tri ministra (uključujući dva bijela člana) i tri senatora. Također je predložio nacrt zakona o javnom redu kojim bi se ograničile građanske slobode u nastojanju da se kontroliraju prosvjedni marševi. Nakon protivljenja javnosti, predvođenog ANR Robinsonom i njegovim novoosnovanim Akcijskim odborom demokratskih građana (koji je kasnije postao Kongres demokratske akcije ), prijedlog zakona je povučen. Glavni državni odvjetnik Karl Hudson-Phillips ponudio je ostavku zbog neuspjeha zakona, ali Williams je odbio njegovu ostavku.

## Smrt
Premijer Eric Eustace Williams iz Trinidada i Tobaga umro je 29. ožujka 1981. od raka grla u svojoj službenoj kući u St. Anne, četvrti Port of Spain u Trinidadu i Tobagu. U trenutku smrti imao je 69 godina.

## Osobni život
Eric Williams je 30. siječnja 1937. oženio Elsie Ribeiro, studenticu glazbenih studija čija je majka bila iz Svetog Vincenta i Grenadina, a otac je bio portugalski državljanin Trinidada, 30. siječnja 1937., dok je bio student poslijediplomskog studija na Sveučilištu Oxford. Ribeira je poznavao iz Trinidada prije nego što je otišao u Ujedinjeno Kraljevstvo. Ceremonija je bila privatna iz straha da bi uvjeti njegove stipendije mogli zabraniti brak i on nije želio da se on raskine. Nakon što je diplomirao, preselili su se u Washington, DC u SAD-u, gdje je dobio mjesto na Sveučilištu Howard. Dobili su sina Alistaira Williamsa 1943. i kćer Elsie Pamelu Williams 1947. godine. Međutim, Williams je doveo u pitanje očinstvo Elsie Pamele, što je dovelo do problema u braku. U svibnju 1948. Williams je napustio Washington, DC kako bi se vratio u Trinidad, napuštajući svoju ženu i djecu. Njegov razlog zašto ih nije financijski podupirao nakon odlaska bio je taj što je Ribeiro odbio poslati njihovu djecu na Sveučilište Oxford u budućnosti.  
Nakon povratka u Trinidad 1948., upoznao je Evelyn Siulan Soy Moyou, 13 godina mlađu daktilografkinju kineskog porijekla s očeve strane i kineskog, afričkog i portugalskog porijekla s majčine strane, a bila je nećakinja Solomona Hochoya, budući guverner i generalni guverner Trinidada i Tobaga tijekom Williamsove premijerske dužnosti. Radila je u Karipskoj komisiji gdje je Williams preuzeo položaj. Započeli su vezu i on je pokrenuo brakorazvodnu parnicu od Ribeira u siječnju 1950. na putovanju Karipske komisije na Američke Djevičanske otoke.  
Ribeiro je odgovorio zabranom koja ga je spriječila da nastavi sa svojim zahtjevom. Nakon što je odustao od postupka, u pismu od travnja 1950. dostavljenom na nadležnost suda District of Columbia, pristao je poštivati njegovu odluku i biti vezan nalogom u vezi s alimentacijom. No, nekoliko mjeseci kasnije, dok je bio na istraživačkom odmoru u Sjedinjenim Američkim Državama, ponovno je pokrenuo brakorazvodnu parnicu u Renu u Nevadi, poznatom po brzim razvodima, zbog činjenice da je Moyou bila trudna s njegovim djetetom. Međutim, Ribeiro je dobio zabranu kojom se Williams sprječava u bilo kakvom pokušaju razvoda, na temelju toga što se ranije podvrgao nadležnosti suda District of Columbia. Williams je pokrenuo službeni postupak za razvod 24. studenog 1950. Dana 13. prosinca 1950. Williams je dobio naredbu da se pojavi na sudu, najvjerojatnije zato što je podnio zahtjev za razvod u Renu, iako se ranije podvrgao nadležnosti District of Columbia. Iako mu je bio dodijeljen odvjetnik, nije se pojavio i 22. prosinca 1950. američki maršal naredio mu je da ga privede. Njegov odvjetnik u Renu istaknuo je da je njegov razvod odobren, iako je pretraga sudskih spisa pokazala da nema unosa za konačnu odluku. Williams je na kraju ispunio zahtjev od šest tjedana stanovanja za dobivanje razvoda u Nevadi i 2. siječnja 1951. vjenčao se s Moyou u Renu, na ceremoniji koju je izveo velečasni Munroe Warner iz Prve kršćanske crkve. Njihova kći, Erica Williams, rođena je 12. veljače 1951. u Renu. Nakon drugog braka, Ribeiro se razveo od njega 20. siječnja 1951. na temelju napuštanja. Stupio je na snagu 21. srpnja 1951. i naređeno mu je da plaća mjesečnu alimentaciju od 250 USD za uzdržavanje svoje prve žene i dvoje djece. Mayou je 26. svibnja 1953. umro od tuberkuloze.  

## Nasljeđe

### Akademski doprinosi
Williams se specijalizirao za proučavanje ropstva. Mnogi zapadni akademici usredotočili su se na njegovo poglavlje o ukidanju trgovine robljem, ali to je samo mali dio njegova rada. U svojoj knjizi iz 1944., Kapitalizam i ropstvo, Williams je tvrdio da je usvajanje Zakona o trgovini robljem od strane britanske vlade 1807. bilo prvenstveno motivirano ekonomskim razlozima, a ne humanitarnim. Williams je također tvrdio da je proširenjem bila takva i emancipacija robova i blokada Afrike, te da je kako su se industrijski kapitalizam i najamni rad počeli širiti, eliminacija konkurencije iz ropstva bez nadnice postala ekonomski povoljna.
Williamsov utjecaj na to područje studija pokazao se od trajnog značaja. Kao što su Barbara Solow i Stanley Engerman rekli u predgovoru kompilacije eseja o Williamsu koja se temeljila na komemorativnom simpoziju održanom u Italiji 1984., Williams je "definirao proučavanje karipske povijesti, a njegovo je pisanje utjecalo na tijek karipske povijesti. ... Znanstvenici se možda ne slažu oko njegovih ideja, ali one ostaju polazište rasprave... Svaka konferencija o britanskom kapitalizmu i karipskom ropstvu je konferencija o Ericu Williamsu."
U otvorenom pismu Solowu, profesor povijesti s Yalea David Brion Davis referira se na Williamsovu tezu o sve manjoj ekonomskoj isplativosti robovskog rada kao "potkopanu golemim brdom empirijskih dokaza i odbačenu od strane vodećih svjetskih autoriteta za ropstvo Novog svijeta, transatlantska trgovina robljem i britanski pokret za ukidanje ropstva."  Glavno djelo koje je napisano da opovrgne tezu Erica Williamsa bio je Econocide Seymoura Dreschera, koji je tvrdio da je britansko gospodarstvo šećera napredovalo kada je trgovina robljem ukinuta 1807. godine. Međutim, drugi su povjesničari primijetili da je Drescher završio svoje proučavanje ekonomske povijesti Britanske Zapadne Indije 1822., a nije se bavio padom britanske industrije šećera (nešto što je istaknuo Williams) koje je započelo sredinom 1820-ih, i nastavio se do donošenja Zakona o ukidanju ropstva 1833. Većina teza Erica Williama, koja se bavila padom industrije šećera 1820-ih, donošenjem Zakona o ukidanju ropstva 1833. i zakonima o izjednačavanju šećera iz 1840-ih, nastavila je utjecati na historiografiju Zapada 19. stoljeća. Indije i njegova veza sa širim atlantskim svijetom u cjelini.
Uz Kapitalizam i ropstvo, Williams je napisao niz drugih znanstvenih radova usmjerenih na Karibe. Od posebnog su značaja dva objavljena dugo nakon što je napustio svoju akademsku karijeru radi javnog života: Britanski povjesničari i Zapadna Indija i Od Kolumba do Castra. Prvi, temeljen na istraživanju provedenom 1940-ih i prvotno predstavljenom na simpoziju na Sveučilištu Clark Atlanta, nastojao je osporiti etabliranu britansku historiografiju o Zapadnoj Indiji. Williams je posebno oštro kritizirao rad škotskog povjesničara Thomasa Carlylea. Potonje djelo opća je povijest Kariba od 15. do sredine 20. stoljeća. Djelo se pojavilo u isto vrijeme kad i knjiga sličnog naslova (De Cristóbal Colón a Fidel Castro) drugog karipskog znanstvenika-državnika, Juana Boscha iz Dominikanske Republike .
Williams je NASA- i poslao jednu od 73 poruke dobre volje s Apolla 11 za povijesno prvo slijetanje na Mjesec 1969. godine. Poruka i danas leži na površini Mjeseca. Napisao je, djelomično: "Naša je iskrena nada za čovječanstvo da dok dobijemo Mjesec, nećemo izgubiti svijet."

### Memorijalna zbirka Erica Williamsa
Memorijalnu zbirku Erica Williamsa (EWMC) na Sveučilištu West Indies u Trinidadu i Tobagu svečano je otvorio 1998. bivši američki državni tajnik Colin Powell. Godine 1999. uvršten je u UNESCO -ov prestižni registar pamćenja svijeta. Tajnik Powell proglasio je Williamsa neumornim ratnikom u borbi protiv kolonijalizma, te za njegova mnoga druga postignuća kao znanstvenika, političara i međunarodnog državnika.
Zbirka se sastoji od knjižnice i arhiva pokojnog dr. Williamsa. Dostupna za konzultacije istraživačima, Zbirka uvelike odražava eklektične interese svog vlasnika, sadržavajući oko 7000 svezaka, kao i korespondenciju, govore, rukopise, povijesne spise, istraživačke bilješke, dokumente s konferencija i mnoštvo izvješća. Muzej sadrži mnoštvo emotivnih uspomena na to razdoblje i kopije sedam prijevoda Williamsova glavnog djela, Kapitalizam i ropstvo (među njima na ruski, kineski i japanski [1968., 2004.], a korejski prijevod objavljen je 2006.). Fotografije koje prikazuju različite aspekte njegova života i doprinosa razvoju Trinidada i Tobaga upotpunjuju ovu iznimno bogatu arhivu, kao i trodimenzionalna rekonstrukcija Williamsove radne sobe.
Dr. Colin Palmer, Dodge profesor povijesti na Sveučilištu Princeton, rekao je: "kao model za slične arhivske zbirke na Karibima... i dalje sam impresioniran njegovom širinom... [To] je nacionalno blago." Palmerova biografija Williamsa do 1970., Eric Williams and the Making of the Modern Caribbean (University of North Carolina Press, 2008), posvećena je Zbirci.

### Film
Godine 2011., povodom obilježavanja stote godišnjice Williamsova rođenja, Mariel Brown režirala je dokumentarni film Inward Hunger: the Story of Eric Williams, prema scenariju Alakea Pilgrima.

## Odabrana bibliografija
- Kapitalizam i ropstvo, 1944.
- Dokumenti povijesti Zapadne Indije: 1492. – 1655. od španjolskog otkrića do britanskog osvajanja Jamajke, svezak 1, 1963.
- Povijest naroda Trinidada i Tobaga, 1964.
- Britanski povjesničari i Zapadna Indija, 1964.
- Crnac na Karibima, 1970.
- Inward Hunger: The Education of a Premier Minister, 1971.
- Od Kolumba do Castra: Povijest Kariba 1492. – 1969., 1971.
- Iskovano iz ljubavi prema slobodi: odabrani govori dr. Erica Williamsa, 1981.